# Paul Genevay
Paul Genevay (* 21. Januar 1939 in La Côte-Saint-André; † 11. März 2022 in Bourgoin-Jallieu) war ein französischer Sprinter.
Bei den Mittelmeerspielen 1959 in Beirut gewann er Gold über 200 m und in der 4-mal-100-Meter-Staffel sowie Silber über 100 m und in der 4-mal-400-Meter-Staffel. Im Jahr darauf erreichte er bei den Olympischen Sommerspielen 1960 in Rom über 200 m das Halbfinale und schied mit der französischen Mannschaft in der 4-mal-100-Meter-Staffel im Vorlauf aus. Bei den Mittelmeerspielen 1963 in Neapel gewann er Silber in der 4-mal-100-Meter-Staffel.
Bei den Olympischen Sommerspielen 1964 in Tokio schied er über 200 m erneut im Halbfinale aus. Im 4-mal-100-Meter-Staffellauf holte er mit dem französischen Quartett in der Besetzung Genevay, Bernard Laidebeur, Claude Piquemal und Jocelyn Delecour die Bronzemedaille.
1960 wurde er französischer Meister über 200 m, 1959 und 1964 Vizemeister.